# Franc Roddam
Franc Roddam, né le 29 avril 1946 à Norton (en) (comté de Durham), est un réalisateur, scénariste, producteur de télévision, éditeur et homme d'affaires britannique.

## Filmographie

### Comme réalisateur

#### Cinéma
- 1969 : Birthday (court-métrage)
- 1979 : Quadrophenia
- 1983 : La Loi des seigneurs (en) (The Lords of Discipline)
- 1985 : La Promise (The Bride)
- 1987 : Un sketch (Aria)
- 1988 : Jeu de guerre (en) (War Party)
- 1991 : K2, l'ultime défi (K2)

#### Télévision
Séries télévisées
- 1974 : The Family
- 1975 : Inside Story
- 1985 : Forty Minutes
- 1998 : Moby Dick
- 1999 : Cléopâtre

Téléfilms
- 1977 : Dummy

### Comme producteur

#### Cinéma
- 1988 : Jeu de guerre (en) (War Party)  de Franc Roddam
- 2008 : Happy Birthday Jimmy White (court-métrage)
- 2018 : Permanence (court-métrage)

#### Télévision
Séries télévisées
- 1983 : Auf Wiedersehen, Pet
- 1989 : Making Out
- 1993-1995 : Harry
- 1995 : Secret History
- 1996 : Screen Two
- 1996 : The Crow Road
- 1998 : Moby Dick
- 2003 : Les Contes de Canterbury (Canterbury Tales)
- 2006-2011 : Celebrity Masterchef
- 2007-2015 : Masterchef Goes Large
- 2008-2015 : MasterChef: The Professionals
- 2010 : MasterChef
- 2012-2014 : Junior MasterChef
- 2014 : MasterChef Canada

Téléfilms
- 1992 : An Ungentlemanly Act
- 2007 : Masterchef: What the Winners Did Next

### Comme scénariste

#### Cinéma
- 1979 : Quadrophenia
- 1987 : Un sketch (Aria)

#### Télévision
Séries télévisées
- 1998 : Moby Dick
- 2006-2011 : Celebrity Masterchef
- 2007-2015 : Masterchef Goes Large
- 2008-2015 : MasterChef: The Professionals
- 2010 : Masterchef New Zealand
- 2011-2016 : MasterChef
- 2013-2015 : MasterChef Junior (en)
- 2014 : Junior MasterChef
- 2014-2015 : MasterChef Canada
- 2015 : MasterChef South Africa
- Date inconnue : Auf Wiedersehen, Pet

Téléfilms
- 2007 : Masterchef: What the Winners Did Next